# Phytomyza flaviantennalis
Phytomyza flaviantennalis är en tvåvingeart som beskrevs av Spencer 1981. Phytomyza flaviantennalis ingår i släktet Phytomyza och familjen minerarflugor.
Artens utbredningsområde är Kalifornien. Inga underarter finns listade i Catalogue of Life.